# 東瓦薩爾伯勒 (緬因州)
東瓦薩爾伯勒（英語：East Vassalboro）是位於美國緬因州肯納貝克縣的一個非建制地區。

## 地理
東瓦薩爾伯勒所處的海拔為高於海平面58米（即190英呎），而該地所採用的時區為UTC-5，即北美东部時區（EST）。同時該地設有夏令時間，為UTC-5調快一小時，即UTC-4（EDT）。